# Metal Gear Acid 2
Metal Gear Acid 2 – komputerowa gra karciana wydana przez Konami na konsolę PlayStation Portable w 2005 roku. Jest to taktyczna gra turowa, w której gracz kieruje postacią Solid Snake'a. Nagle porwany przez człowieka, który podaje się za agenta FBI, Snake zostaje zmuszony do infiltracji placówek badawczych. Okazuje się, że padł ofiarą zasadzki, z której usiłuje się wydostać.